# 星に願いを。
『星に願いを。』（ほしにねがいを。、英題:Night of Shooting Star）は、2003年の日本映画。2003年4月12日にシャンテシネ他ミニシアターで公開された。
1999年の香港映画『星願 あなたにもういちど』（2001年に日本で劇場公開）のリメイクで、2000年代の日本映画の長編作品としては映画『パコダテ人』に次いで現代の函館市を舞台としており、市内各所をロケ地としている。

## あらすじ
看護師の女性・奏（かな）は、事故で視力と発声能力を失った男性・笙吾（しょうご）の看護をする。二人は互いに惹かれていくが、笙吾は突然交通事故に遭い死んでしまう。しかし笙吾は五体満足の別の人間として生き返るのだった。残された時間はあと3日。笙吾は、奏に“ある想い”を伝えるために奮闘する。

## キャスト
- 青島奏：竹内結子
- 天見笙吾：吉沢悠
- 葉月優：高橋和也
- 石川里美：中村麻美
- 看護師長・小口：梅沢昌代
- 看護師・宮崎：梶原阿貴
- DJ：伊藤裕子
- 青島沙希（奏の姉）：牧瀬里穂
- 霧島仁：國村隼

## スタッフ
- 監督：冨樫森
- 脚本：森らいみ、冬月カヲル
- 音楽：野澤孝智
- 音響効果：カモメファン
- スタント&アクション：ナンバーワンプロモーション
- カースタント：アクティブ21
- ビジュアルエフェクト：日本エフェクトセンター
- 現像：IMAGICA
- スタジオ：日活撮影所
- メイク協力：マックスファクター
- ロケ協力：北海道ロケーションサービス、函館市、遺愛女子中学校・高等学校、函館市交通局、函館山ロープウェイ　ほか
- 制作プロダクション：バサラ・ピクチャーズ
- 製作：バサラ・ピクチャーズ 、日本ビクター、日活、電通、スターダストプロモーション